# Peperomia brachypoda
Peperomia brachypoda är en pepparväxtart som beskrevs av Ignatz Urban. Peperomia brachypoda ingår i släktet peperomior, och familjen pepparväxter. Inga underarter finns listade i Catalogue of Life.